# Nawab van Bengalen
De nawab van Bengalen was in de 18e en 19e eeuw de erfelijke titel van de vorst van Bengalen. De eerste nawab raakte aan het begin van de 18e eeuw de facto onafhankelijk van het Mogolrijk, hoewel de nawabs tot 1857 in naam de Mogolkeizer als soeverein bleven erkennen. Vanaf 1757 waren de nawabs bovendien marionetten van het Brits-koloniale regime, eerst onder de East India Company, later onder de Britse onderkoning van Indië. De titel nawab van Bengalen werd in 1880 door de Britten afgeschaft. Ervoor in de plaats kwam de nawab van Murshidabad.

## Lijst van nawabs van Bengalen
- Nasiridynastie
  - Murshid Quli Khan (1717 - 1727)
  - Sarfaraz Khan Bahadur (1727)
  - Shuja-ud-Din Muhammad Khan (1727 - 1739)
  - Sarfaraz Khan Bahadur (1739 - 1740)
- Afshardynastie
  - Muhammad Alivardi Khan Bahadur (1740 - 1756)
  - Muhammad Siraj-ud-Daulah (1756 - 1757)
- Najafidynastie
  - Mir Muhammed Jafar Ali Khan Bahadur (1757 - 1760)
  - Mir Qasim Ali Khan Bahadur (1760 - 1763)
  - Mir Muhammed Jafar Ali Khan Bahadur (1763 - 1765)
  - Najimuddin Ali Khan Bahadur (1765 - 1766)
  - Najabut Ali Khan Bahadur (1766 - 1770)
  - Ashraf Ali Khan Bahadur (1770 - 1793)
  - Babar Ali Khan Bahadur (1793 - 1810)
  - Zain-ud-Din Ali Khan Bahadur (1810 - 1821)
  - Ahmad Ali Khan Bahadur (1821 - 1824)
  - Mubarak Ali Khan Bahadur (1824 - 1838)
  - Mansur Ali Khan Bahadur (1838 - 1880)